# 草地鉱
草地鉱（くさちこう、 Kusachiite）は、1995年に発表された日本産新鉱物で、岡山大学の鉱物学者、逸見千代子により、岡山県の布賀鉱山から発見された。化学組成はCuBi2O4。正方晶系。 岡山大学の草地功の鉱物学における業績をたたえて命名されたもの。